# Saint-Michel-de-Vax
Saint-Michel-de-Vax är en kommun i departementet Tarn i regionen Occitanien i södra Frankrike. Kommunen ligger i kantonen Vaour som tillhör arrondissementet Albi. År 2022 hade Saint-Michel-de-Vax 80 invånare.

## Befolkningsutveckling
Antalet invånare i kommunen Saint-Michel-de-Vax
| Referens: INSEE |